# Ludovic al II-lea de Bourbon
Ludovic al II-lea de Bourbon, Prinț de Condé (n. 8 septembrie 1621, Paris, Regatul Franței – d. 11 decembrie 1686, Fontainebleau, Île-de-France, Franța) a fost un general francez și cel mai cunoscut reprezentant al Casei de Condé ramură a Casei de Bourbon. Înainte de moartea tatălui său în 1646, a fost Duce de Enghien. Pentru meritele sale militare a fost denumit Marele Condé (Le Grand Condé).

## Primii ani
Ludovic s-a născut la Paris, ca fiul lui Henric al II-lea de Bourbon, prinț de Condé și al Charlottei-Marguerite de Montmorency. Tatăl său era verișor cu regele Henric al IV-lea al Franței iar mama sa era moștenitoarea uneia dintre cele mai importante familii ducale din Franța.
Ludovic a primit o educație aprofundată, a studiat istoria, dreptul și matematica în timpul celor șase ani de la școala iezuită de la Bourges. După absolvirea școlii a intrat la Academia Regală de la Paris. La șaptesprezece ani, în absența tatălui său, a guvernat Burgundia. Tatăl său l-a logodit cu Claire Clémence de Maillé Brézé, nepoata puternicului cardinal Richelieu, înainte de a intra în armată în 1640. La douăzeci de ani Ludovic s-a îndrăgostit de Mademoisellelle du Vigean (Marthe Poussard, numită mademoiselle du Vigean, fiica lui François Poussard, marchiz de Fors și baron du Vigean prin soția sa Anne de Neubourg) însă a fost obligat de tatăl său să se căsătorească cu logodnica aleasă.

## Războiul de Treizeci de Ani
În 1643 Ducele de Enghien a fost numit la comanda armatei împotriva spaniolilor în nordul Franței. Bătălia de la Rocroi (19 mai) a pus capăt supremației armatei spaniole și a inaugurat o lungă perioadă de predominare a armatei franceze. Însuși Ducele de Enghien a condus atacul decisiv și la vârsta de douăzeci și doi de ani și-a câștigat locul printre cei mai mari generali ai timpurilor moderne.
După o campanie de succese neîntrerupte, Ducele de Enghien a revenit la Paris în triumf și a încercat să uite eșecul mariajului său cu o serie de afaceri (după moartea lui Richelieu în 1642 a încercat anularea căsătoriei sale în speranța unei căsătorii cu Mademoisellelle du Vigean, până când ea a intrat la Carmelite în 1647) În 1644, a fost trimis cu întăriri în Germania pentru a-l ajuta pe Vicontele de Turenne. În finalul Bătăliei de la Freiburg (august) armata franceză a câștigat o mare victorie asupra bavarezilor comandați de Baronul Franz von Mercy.
Campania din vara anului 1645 s-a deschis cu înfrângerea Vicontelui de Turenne de către Baronul Franz von Mercy în Bătălia de la Mergentheim dar acest lucru a fost reparat prin victoria de la Nördlingen în care Mercy a fost ucis iar Ducele de Enghien rănit. Capturarea orașului Philippsburg a fost cea mai importantă realizare a acestei companii. În 1646 Ducele de Enghien a servit sub comanda lui Gaston, Duce de Orléans în Flandra și când după capturarea orașului Mardyck, Ducele de Orléans s-a întors la Paris, Ducele de Enghien lăsat la comanda armatei a capturat Dunkirk (11 octombrie).

## Fronda
Tatăl său moare lăsându-i titlul de Prinț de Condé. De asemenea, devine primul prinț de sânge toată lumea adresându-i-se de la rege în jos ca Monsieur le prince. Puterea enormă care a căzut pe mâinile prințului a alarmat serios pe regenta Ana de Austria și pe ministrul său.

## Copii
Cu Claire Clémence de Maillé Brézé, nepoata Cardinalului Richelieu:
- Henric Jules (1643 – 1709)
- Louis (1652 – 1653)